# イギリス鉄道360形電車
360形（Class 360）は、2002年にイギリスの近郊輸送用として登場した電車の一形式。シーメンスが製造するデジロの一車種である。

## 設計と製造
全車がドイツにあるシーメンスのクレーフェルト工場で製造され、2002年から2005年にかけて26編成が投入された。
近郊輸送向けの両開き2扉車で、電気方式は交流25kVの架空電車線方式にのみ対応する。前面は同じデジロの350形、450形と異なり、貫通路のない非貫通構造となっている。

## 運用

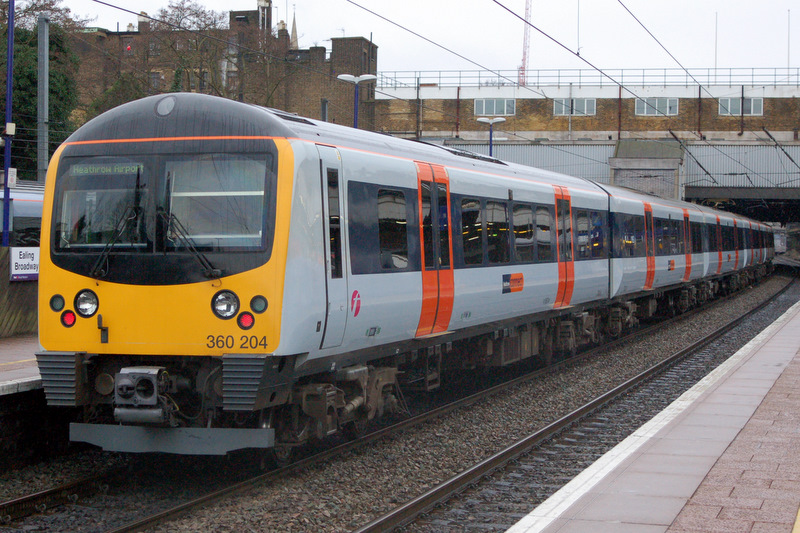
ヒースロー・コネクトの360形

2003年にグレート・イースタン本線で運用を開始し、360/1形の4両編成21本がロンドンのリバプール・ストリート駅とイングランド東部方面を結ぶ近郊列車で使用される。2017年現在はアベリオ傘下のグレーター・アングリアが運用する。
2005年からはロンドンとヒースロー空港を結ぶ空港連絡列車のヒースロー・コネクトでも使用され、360/2形の5両編成5本が運用されている。

## イギリス国外向け
2007年には、タイのバンコクとスワンナプーム国際空港を結ぶ空港連絡鉄道向けに、360/2形をベースとした車両が新製輸出された。